# 鉄族元素
鉄族元素（てつぞくげんそ、英語: iron group element）とは、周期表上で第4周期の第8、9、10族の元素、すなわち鉄 (Fe)、コバルト (Co)、ニッケル (Ni) の3つの元素の総称である。
第8、第9、 第10族元素については、族（周期表の縦列）よりも周期で隣り合う元素の化学的性質が似通っているため、このような区分がされている。第5周期および第6周期については白金族元素と呼ばれる。
鉄族元素は全て遷移金属であり、常温、常圧で強磁性を示すことが最大の特徴。常温で強磁性を示す単体金属は、希土類金属を除けばこの鉄族元素のみである。